# 卢维尼凯努瓦
卢维尼凯努瓦（法語：Louvignies-Quesnoy，法語發音：[luviɲi kenwa]）是法国上法蘭西大區北部省的一个市镇，属于埃尔普河畔阿韦讷区。

## 地理
卢维尼凯努瓦（50°13'26"N, 3°38'33"E）面积8.43 平方千米，位于法国上法蘭西大區北部省，该省份为法国最北部的省份及最长的省份，西北濒北海，西接加来海峡省，南至埃纳省和索姆省，东与比利时接壤。
与卢维尼凯努瓦接壤的市镇（或旧市镇、城区）包括：勒凯努瓦、萨莱什、昂格勒方丹、吉西尼、洛基尼奥勒、北部省普瓦、波泰勒、罗库尔欧布瓦。
卢维尼凯努瓦的时区为UTC+01:00、UTC+02:00（夏令时）。

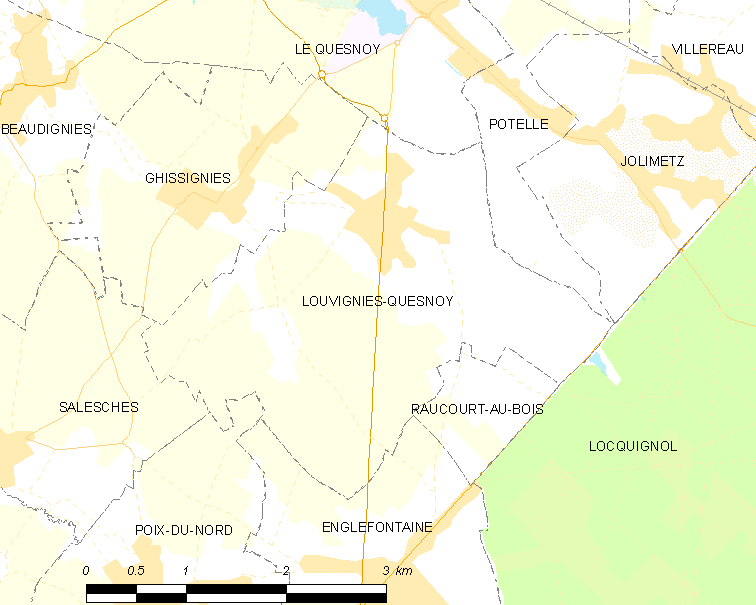
卢维尼凯努瓦的OSM定位图

## 行政
卢维尼凯努瓦的邮政编码为59530，INSEE市镇编码为59363。

## 政治
卢维尼凯努瓦所属的省级选区为埃尔普河畔阿韦讷县。

## 人口

1962-2008年间卢维尼凯努瓦人口变化图示

卢维尼凯努瓦于2022年1月1日时的人口数量为903人。